# As-Salih Salih
As-Salih Salih, död 1361, var en egyptisk monark. Han var regerande sultan i Mamluksultanatet Egypten mellan 1351 och 1354.